# Jean-Baptiste-Charles-Joseph Bélanger
Jean-Baptiste-Charles-Joseph Bélanger (Valenciennes, 1790. április 10. – Neuilly-sur-Seine, 1874. május 8.) francia mérnök. A párizsi École centrale alapítása után csakhamar ugyanoda nevezték ki az alkalmazott mechanika tanárának, 1840-ben az École nationale des ponts et chaussées-n, később az École polytechnique-en oktatott. Főbb munkái a Cours de mécanique appliquée (1847) és a Traité de géometrie analytique (1842). Neve megtalálható az Eiffel-tornyon megörökített nevek listáján.

## Forrás
- Természettudományi Közlöny 1875, 471. old.. adt.arcanum.com, 1875. december 1. (Hozzáférés: 2022. október 30.)